# Die Hausaufgabe
Die Hausaufgabe (Originaltitel: La tarea) ist eine Filmkomödie des mexikanischen Filmregisseurs Jaime Humberto Hermosillo aus dem Jahr 1991. Die von María Rojo verkörperte Filmstudentin Virginia filmt als Hausaufgabe mit einer versteckten Kamera ein Treffen mit Marcelo (gespielt von José Alonso), bei dem es zum Sex kommt, wobei sich am Ende herausstellt, dass beide ein Ehepaar sind, das bloß dieses Rollenspiel gespielt hat. Der Film wurde in nur einer Einstellung aus der Position der versteckten Kamera gedreht.

## Handlung
Die Filmstudentin Virginia hat eine Hausarbeit für ihr Studium zu drehen. Sie lädt ihren Ex-Freund Marcelo ein, um mit einer unter dem Tisch versteckten Kamera ihre Versuche, ihn zu verführen, aufzunehmen. In der Folge ist zu sehen, wie beide einander näherkommen und sich wieder distanzieren, und wie es insgesamt immer mehr auf den sexuellen Akt hinausläuft, bis etwa in der Mitte des Films die Kamera entdeckt wird. In der Folge wird nicht mehr deutlich, ob es wirklich ein Filmprojekt ist oder das tägliche Leben der Charaktere, bis deutlich wird, dass Virginia und Marcelo eigentlich das Ehepaar María und Pepe sind und mit diesem Rollenspiel nur ihr Sexualleben anreichern wollten. Diese Wahrheit wird deutlich, als zum Ende des Films ihre Söhne von der Schule nach Hause kommen und an die Tür klopfen und María und Pepe sich schnell wieder anziehen, um ihr Handeln vor den Kindern zu verbergen.

## Hintergrund
Der Film Die Hausaufgabe wurde vom Studio Clasa Films Mundiales produziert. Der Film wurde in nur einer Einstellung gedreht, über lange Zeit sieht der Zuschauer nur die Beine der Figuren und hört die Dialoge, weil die Kamera unter dem Tisch positioniert war. María Rojos Popularität stieg mit diesem Film weiter an und unterstützte sie auf ihrem Weg, eine der erfolgreichsten und beliebtesten Schauspielerinnen Mexikos zu werden. Für ihr Auftreten in Die Hausaufgabe wird ihr eine besondere Erotik attestiert, obwohl sie keine klassische Schönheit sei. José Alonso erhielt für seine schauspielerische Leistung den Premio Ariel als bester Hauptdarsteller. Auf dem Internationalen Filmfestival Moskau des Jahres 1991 wurde der Film zudem mit einer Besonderen Erwähnung bedacht. 1992 wurde mit La tarea prohibita eine Fortsetzung dieses Filmes gedreht, die jedoch nicht an den Erfolg anknüpfen konnte.